# Audun-le-Roman
Audun-le-Roman (deutsch Welsch-Oth) ist eine französische Gemeinde mit 2477 Einwohnern (Stand 1. Januar 2022) im Département Meurthe-et-Moselle in der Region Grand Est (bis 2015 Lothringen). Sie gehört zum Arrondissement Val-de-Briey und ist Verwaltungssitz des Gemeindeverbands Communauté de communes Cœur du Pays-Haut. Die Bewohner werden Audunois und Audunoises genannt.
Die Gemeinde erhielt 2023 die Auszeichnung „Eine Blume“, die vom Conseil national des villes et villages fleuris (CNVVF) im Rahmen des jährlichen Wettbewerbs der blumengeschmückten Städte und Dörfer verliehen wird.

## Geografie
Audun-le-Roman liegt etwa 18 Kilometer westlich von Thionville und 15 Kilometer südlich der Grenze zu Luxemburg auf einer Höhe zwischen 320 m und 396 m über dem Meer. Das Gemeindegebiet umfasst 7,57 km².
Außer Audun-le-Roman gibt es noch Audun-le-Tiche. Die beiden Namen stehen für die frühere Sprachgrenze zwischen Deutsch-Lothringen und Welsch-Lothringen. Der Name „Audun-le-Roman“ besagt, dass dieses Audun (oder Oth oder Altheim) dem romanischen Sprachraum zugehörig war, wie umgekehrt das nur wenige Kilometer entfernte Audun-le-Tiche dem deutschen Sprachraum angehört(e). Mit diesen Namen stellen in der französischen Sprache die Gegensatzpaare „roman“ und „tiche“ eine außergewöhnlich seltene und offenbar sehr alte Bezeichnung für „französisch“ und „deutsch“ dar, denn längst hat sich in der französischen Sprache für „Welsch“ („Romanisch“) „Français“ und für „Deutsch“ „Allemand“  durchgesetzt, wie auch bei dem Saarzufluss Nied, der zwei Oberläufe Nied Française und Nied Allemande hat.
Umgeben wird Audun-le-Roman von den fünf Nachbargemeinden:
| Serrouville |                                             | Beuvillers |
|             | Kompassrose, die auf Nachbargemeinden zeigt |            |
| Malavillers | Anderny                                     | Sancy      |

## Bevölkerungsentwicklung
| Jahr                       | 1962 | 1968 | 1975 | 1982 | 1990 | 1999 | 2007 | 2019 |
| Einwohner                  | 2847 | 2421 | 2102 | 2106 | 2121 | 2059 | 2403 | 2462 |
| Quellen: Cassini und INSEE |      |      |      |      |      |      |      |      |

## Sehenswürdigkeiten

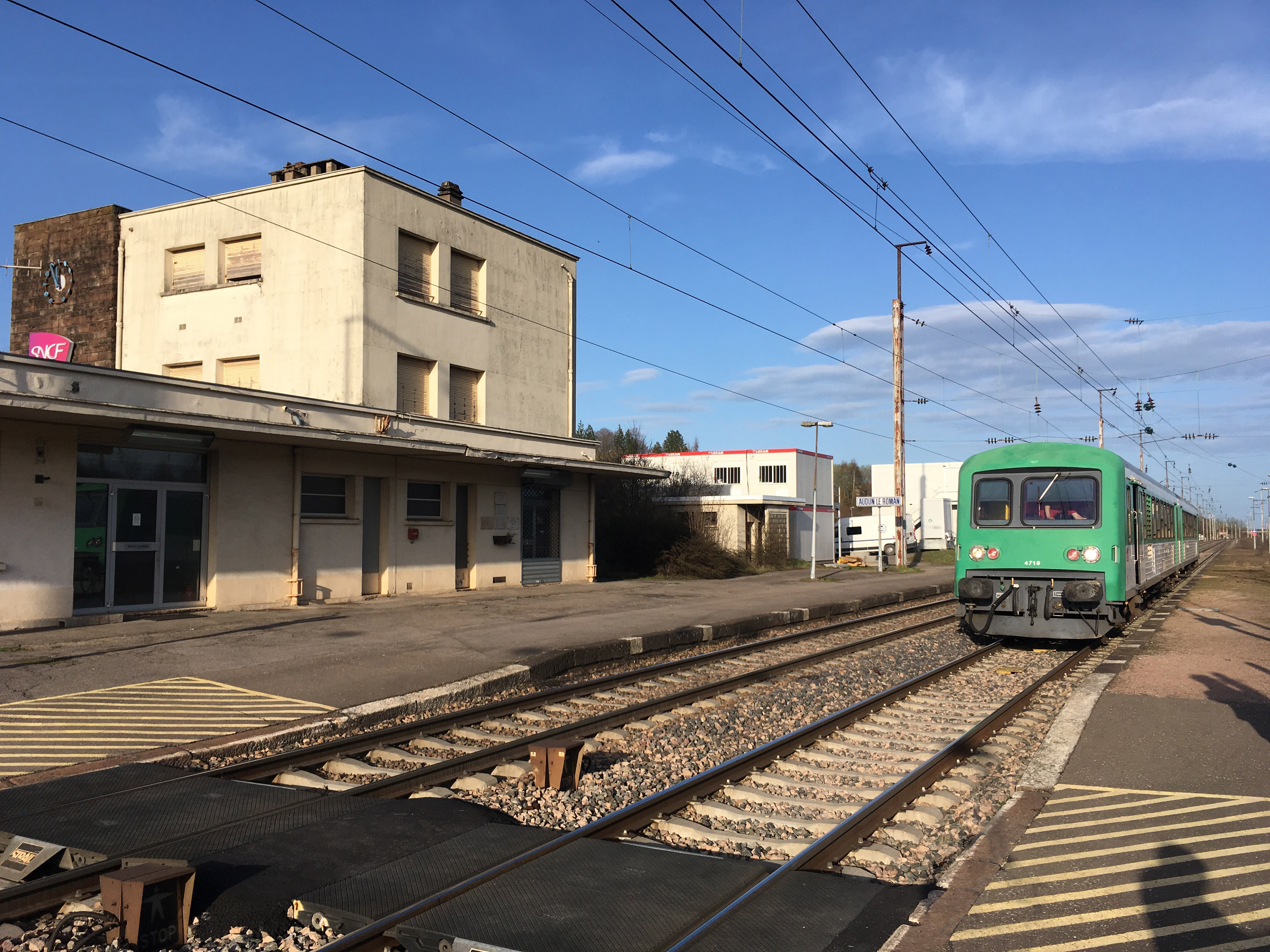
Bahnhof

- Pfarrkirche Saint-Donat, im 19. Jahrhundert neu errichtet, nach dem Ersten Weltkrieg restauriert

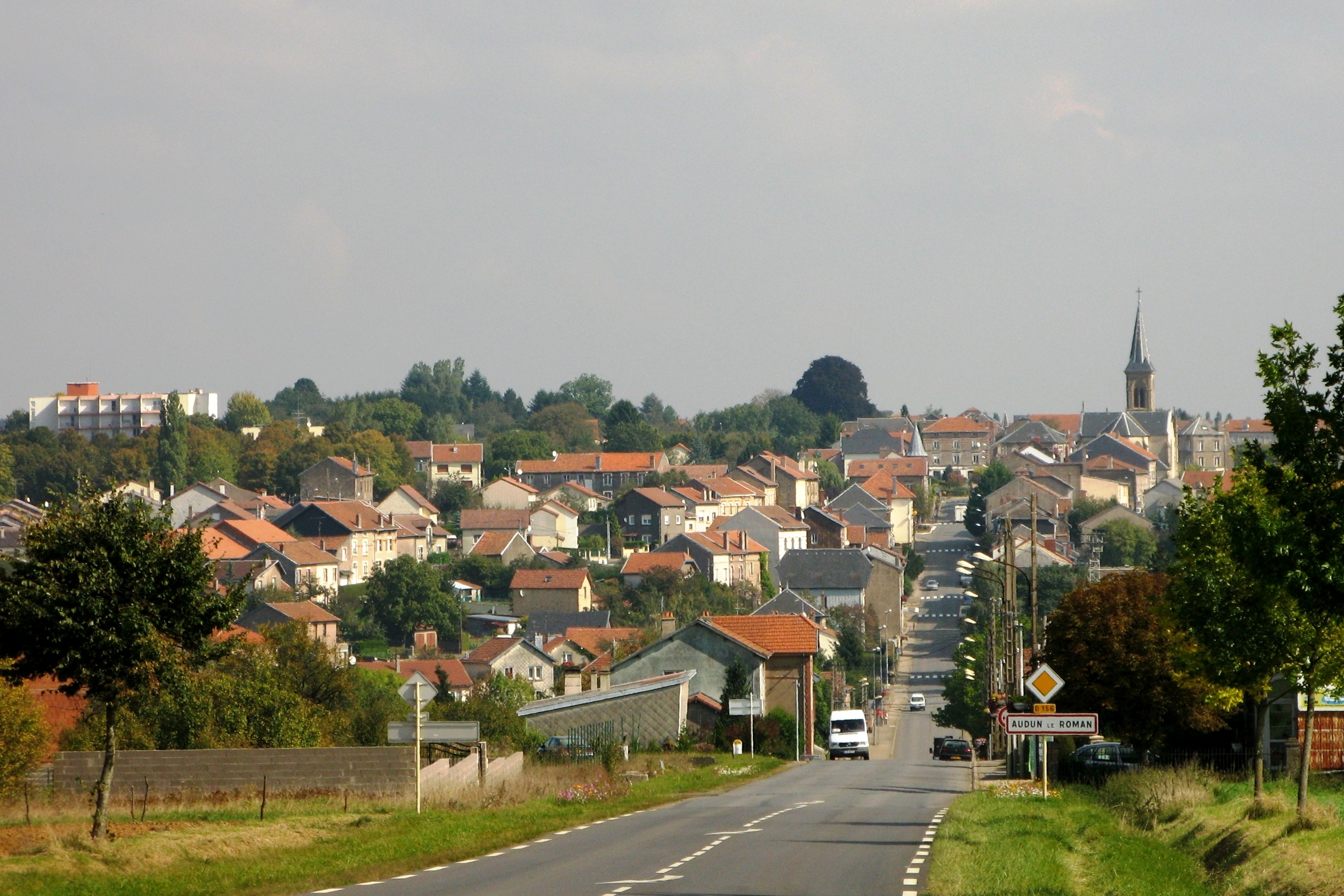
Ortsansicht
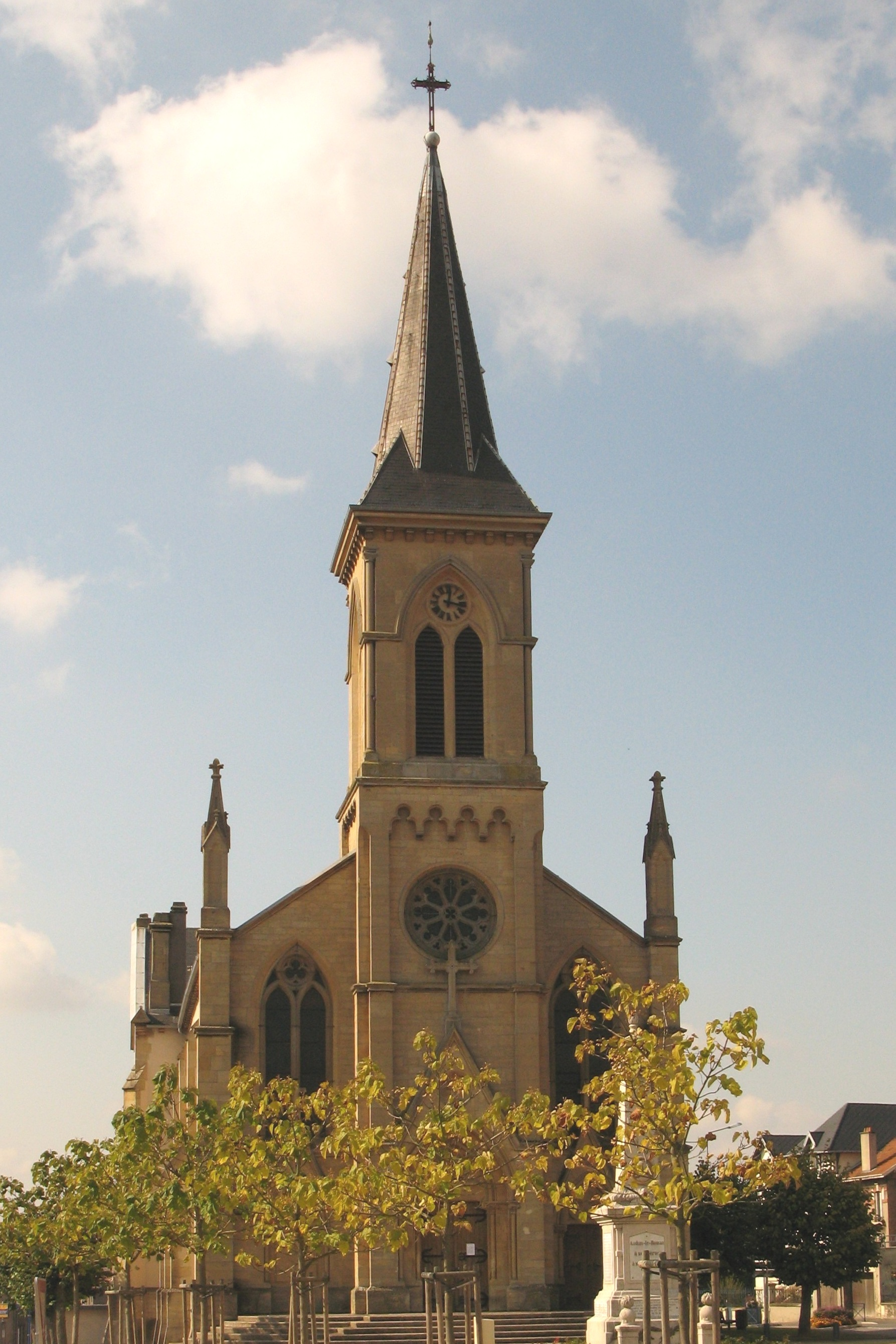
Pfarrkirche Saint-Donat

## Verkehr
Der Bahnhof Audun-le-Roman liegt an der Bahnstrecke Mohon–Thionville. Nach 1871 war der Bahnhof der Grenzbahnhof zu Deutschland. Der auf deutscher Seite gegenüber liegende Grenzbahnhof war Fontoy.

## Persönlichkeiten
- Claude Feidt (1936–2020), Theologieprofessor am Priesterseminar von Le Puy-en-Velay, Bischofsvikar und römisch-katholischer Erzbischof von Aix, geboren in Audun-le-Roman